# 中橋かおり
中橋 かおり（なかはし かおり、1970年11月13日 - ）は、CBCテレビ (CBC) の社員。元アナウンサー。
兵庫県西宮市生まれ。大阪教育大学附属高等学校天王寺校舎、神戸大学卒業。
1994年入社。入社半年後に1990年代のCBCの看板番組「ミックスパイください」のアシスタントとして人気を集める。その後「おはようクジラ」の中継コーナー担当する。2000年以降は主にラジオを中心に活躍。本人曰く、金遣いが荒いとのこと。
2008年（平成20年）10月1日より社長室人事部へ異動し、2014年（平成26年）7月1日より東京支社に異動。2018年現在、東京支社広報部勤務。

## 過去の出演番組

### ラジオ
- 多田しげおの気分爽快!!朝からP・O・N（月～木曜アシスタント）
- ツー快!お昼ドキッ（月曜アシスタント）
- サンデー競馬中継 みんなの競馬（アシスタント）
- らじまろ（ハイパーナイト内、進行役）
- CBCサンデーミュージック
- レギュラー満タン!ラジオジャンクション
- Walk on SATURDAY 塩見啓一のそれもありだよね

### テレビ
- イッポウ
- おはようクジラ
- ミックスパイください
- 走れ!スクーパーズ